# Colori (Tedua)
Colori è un singolo del rapper italiano Tedua, pubblicato il 5 giugno 2020 come unico estratto dal terzo mixtape Vita vera mixtape.

## Descrizione
Il singolo si caratterizza come un brano di stampo pop rap, e vede la partecipazione vocale del rapper Rkomi, oltre che della cantautrice Lita, quest'ultima non accreditata.

## Classifiche
| Classifica (2020) | Posizione massima |
| ----------------- | ----------------- |
| Italia            | 7                 |